# Ливадарство
Ливадарство је грана земљорадње која се бави узгојем ливадских површина у циљу обезбеђивања испаше за стоку. У њеном оквиру постоји и пашњарство које се бави обрадом и узгојем плодних пашњачких површина.